# Усово (усадьба)
Усово (также Спасское) ― усадьба недалеко от станции Усово, Московская область. Сохранились главный дом, два флигеля, Спасская церковь и парк. С первой половины XVII века имение принадлежало князьям Сицким, затем боярам Морозовым и после них в XVIII веке ― дворянам Матюшкиным. В начале XIX века усадьба была во владении небрачных сыновей бригадира М. Матюшкина братьев Лассенгефнеров. В 1806―1814 годах имением владел граф Николай Салтыков, в 1814―1816 годах ― полковник Дмитрий Рунич, в 1820―1843 годах ― дворяне Хрущёвы. До 1867 года имение сменило пятерых владельцев. В 1867 году оно перешло во владение семье Романовых и находилась в их собственности до 1917 года. В 1920-х годах на территории усадьбы располагался музей.

## Описание
Усадьба Усово расположена около одноимённой железнодорожной станции. На территории усадьбы сохранились двухэтажный главный дом наподобие замка, два флигеля, церковь Спаса Нерукотворного Образа и парк с прудами. Альтернативное название имения ― Спасское.

## История
С первой половины XVII века усадьба являлась вотчиной князя Ф. А. Сицкого, затем боярина Глеба Морозова, женатого на сестре Сицкого. До 1672 года имение принадлежало боярам Морозовым, затем ― дворянам Матюшкиным. Во второй половине XVIII века Усово находилось в собственности бригадира М. М. Матюшкина. В 1763―1765 годах в усадьбе была построена на месте прежней деревянной церковь Спаса Нерукотворного Образа. В начале XIX века усадьба принадлежала внебрачным сыновьям Матюшкина капитану Д. М. и коллежскому ассесору С. М. Лассенгефнерам. В 1806―1814 годах имением владел граф Николай Салтыков, в 1814―1816 годах ― полковник Дмитрий Рунич. В 1820―1843 годах Усовым владели прапорщик А. П. Хрущёв и его вдова А. И. Хрущёва. В это время усадьба была перестроена по проекту архитектора Афанасия Григорьева, включая, вероятно, постройку в 1820 году при Спасской церкви колокольни и трапезной в стиле ампир. После Хрущёвых Усовым владел титулярный советник В. В. Неведомский, затем в середине XIX века ― сёстрам Е. А. и О. А. Вельяминовым. С 1866 года усадьба находилась во владении капитанши Е. И. Рошток, потом ― генерала А. Б. Казакова. В 1867 году Усово перешло во владение членам семьи Романовых, которые объединили Усово с усадьбой Ильинское. В 1889―1892 годах по проекту архитектора Сергея Родионова был перестроен главный дом усадьбы. Усово посещал художник Виктор Васнецов. Последним владельцем имения до революции 1917 года был великий князь Дмитрий Павлович. В 1920-х годах на территории усадьбы располагался музей. В 1940 году была капитально переделана церковь, её завершения и завершения колокольни были снесены.